# 異相双五角台塔
異相双五角台塔（いそうそうごかくだいとう、Pentagonal gyrobicupola）とは、31番目のジョンソンの立体で、二つの正五角台塔(J5)の底面同士を、三角形の面が四角形の面と隣り合うように貼りあわせた形である。

## 関連図形
| 正五角台塔 （半分に割る）               | 同相双五角台塔 （片側を36°回す）                                  | 異相双五角台塔柱 （間に角柱を追加）             | 双五角台塔反柱 （間に反角柱を追加） |
| 異相双四角台塔 （台塔の角の数を減らす） | 異相五角台塔丸塔 （同相にならないように片方の台塔を丸塔に変える） | 双側台塔切頂十二面体 （間に切頂十二面体を追加） |                                     |